# Пучарки
Пучарки (пол. Pucharki) — колонія у Польщі, в Люблінському воєводстві Томашівського повіту, ґміни Тарнаватка.

## Історія
Первісним населенням Пучарок були русини-лемки, які компактно проживали на своїх історичних землях.